# Centroscelis
Centroscelis là một chi bọ cánh cứng trong họ Chrysomelidae.
Chi này được Chevrolat miêu tả khoa học năm 1837.

## Các loài
Chi này gồm các loài:
- Centroscelis Centroscelisvogeli Daccordi, 1983